# Calcioburbankite
La calcioburbankite è un minerale appartenente al gruppo della burbankite.